# Chauliodites fuyuanensis

Chauliodites fuyuanensis (лат.) — ископаемый вид насекомых из семейства Chaulioditidae (отряд Grylloblattida). Триасовый период (Qingyun Section Bed 50, Fuyuan County, Griesbachian, Kayitou Formation, возраст находки 251—252 млн лет), Китай, Yunnan (25.8° N, 104,4° E).

## Описание
Длина переднего крыла — 17,0 мм.  Сестринские таксоны: Chauliodites durus, Ch. ramosus, Ch. costalis, Ch. eskovi, Ch. afonini, Ch. ponomarenkoi. Вид был впервые описан в 1978 году по ископаемым отпечаткам под первоначальным названием Tomia fuyuanensis.